# Baud, Morbihan
Baud (Baod trong tiếng Bretagne) là một xã ở tỉnh Morbihan, vùng Bretagne tây bắc Pháp. Xã này có diện tích 48,09 kilômét vuông, dân số năm 1999 là 4813 người. Khu vực này có độ cao trung bình 88 mét trên mực nước biển.
Sông Ével tạo thành phần lớn ranh giới phía đông của xã, chảy theo hướng tây qua trung tâm Baud, tạo thành một phần ranh giới phía tây, sau đso chảy vào Blavet, tạo thành ranh giới đông bắc.
Cư dân của Baud danh xưng trong tiếng Pháp là Baudais hoặc Baldiviens.

## Tiếng Bretagne
Năm 2007, có 9,9% trẻ em học trường song ngữ ở cấp tiểu học.